# تپه دنه
تپه دنه مربوط به دوره ساسانیان است و در شهرستان خمین، بخش کمره، دهستان چهارچشمه، روستای قشلاق سادات واقع شده و این اثر در تاریخ ۲۰ اسفند ۱۳۸۵ با شمارهٔ ثبت ۱۸۰۳۸ به‌عنوان یکی از آثار ملی ایران به ثبت رسیده است.